# André Pires
André Pires (* 29. August 1989) ist ein portugiesischer Motorradrennfahrer. Er tritt im MotoE World Cup für Esponsorama Racing an; sein Teamkollege ist Xavier Cardelús.

## Statistik

### Motorrad-Weltmeisterschaft
| Saison | Klasse | Team               | Motorrad | Rennen | Siege | Zweiter | Dritter | Poles | Schn. Runden | Punkte | Ergebnis |
| ------ | ------ | ------------------ | -------- | ------ | ----- | ------- | ------- | ----- | ------------ | ------ | -------- |
| 2021   | MotoE  | Esponsorama Racing | Energica | 6      | –     | –       | –       | –     | –            | 12     | 18.      |
| Gesamt | Gesamt | Gesamt             | Gesamt   | 6      | 0     | 0       | 0       | 0     | 0            | 12     |          |